# Aleksa Striković
Aleksa Striković, cyr. Алекса Стриковић (ur. 12 maja 1961) – serbski szachista, arcymistrz od 1996 roku.

## Kariera szachowa
Pierwsze międzynarodowe sukcesy zaczął odnosić w drugiej połowie lat 90. XX wieku. W 1989 r. zajął II m. (za Draganem Paunoviciem) w Montpellier oraz podzielił II m. (za Vlatko Kovaceviciem, wspólnie ze Zdenko Kožulem) w kołowym turnieju w Vinkovci, natomiast w 1990 r. podzielił II m. (za Mladenem Palacem, wspólnie z m.in. Dimityrem Donczewem) w turnieju open w Chartres. Również w 1990 r. wystąpił w trzeciej reprezentacji kraju na rozegranej w Nowym Sadzie szachowej olimpiadzie. W 1992 r. odniósł jeden z największych sukcesów w karierze, zdobywając w Banji Vrucicy tytuł indywidualnego mistrza Federalnej Republiki Jugosławii. W latach 1996 i 1998 dwukrotnie reprezentował narodowe barwy na turniejach olimpijskich.
Odniósł szereg sukcesów w turniejach międzynarodowych, zwyciężając bądź dzieląc I miejsca m.in. w:
- Las Palmas (1993, turniej C),
- A Corunie (1995, wspólnie z Giorgim Giorgadze),
- Leon (1996, turniej B, wspólnie z Reynaldo Verą, Davidem Garcią Ilundainem i Marcelino Sionem Castro(inne języki)),
- Saragossie – dwukrotnie (1996, 1997),
- Ferrolu – trzykrotnie (2002, 2005 oraz 2006, wspólnie z m.in. Walentinem Jotowem, Julianem Radułskim i Ilmarsem Starostitsem)),
- Pampelunie – dwukrotnie (2005, 2006),
- Jaén (2006),
- Lorce – dwukrotnie (2007, wspólnie z Diego Floresem, Kevinem Spraggettem, Siergiejem Fedorczuk i Władimirem Bakłanem oraz 2008, wspólnie z Siergiejem Fiedorczukiem, Branko Damljanoviciem i Aleksandrem Rustemowem),
- Maladze – dwukrotnie w turniejach Malaga Open (2007, wspólnie z Carlosem Matamorosem Franco i Stefanem Djuriciem(inne języki) oraz 2010, wspólnie z Carlosem Matamorosem Franco, Pontusem Carlssonem, José Fernando Cuencą Jiménezem(inne języki) i Garym Quillanem(inne języki)),
- Pontevedrze (2009, wspólnie z Draganem Paunoviciem(inne języki) i Roberto Carlosem Gomezem Ledo(inne języki)),
- Mondariz (2009),
- Las Palmas (2010, wspólnie z Bojanem Kurajicą),
- Vili Nova de Gaia (2010),
- Madrycie (2010),
- Pretorii (2014, wspólnie z m.in. Kennym Solomonem)[3],
- Sanxenxo (2014)[4].

Najwyższy ranking w dotychczasowej karierze osiągnął 1 listopada 2010 r., z wynikiem 2570 punktów zajmował 8. miejsce wśród serbskich szachistów.